# オーレ・シュミット
オーレ・シュミット（Ole Schmidt, 1928年7月14日 - 2010年3月6日）はデンマークの指揮者・作曲家。

## 略歴
コペンハーゲンに生まれる。ジャズ・ピアニストとして出発した珍しいキャリアを持つ。王立デンマーク音楽院でピアノ、作曲、指揮を修めた後、アルベール・ヴォルフ、ラファエル・クーベリック、セルジュ・チェリビダッケに指揮を学ぶ。1958年から1965年までデンマーク王立歌劇場管弦楽団のバレエ指揮者をつとめ、その後もハンブルク交響楽団、デンマーク国立放送交響楽団等で活躍。さらにマンチェスターの王立ノーザン音楽大学終身客演指揮者、1989年から1991年までトレド交響楽団（アメリカ合衆国オハイオ州）の首席指揮者を歴任した。特にニールセンの全集については、彼の指揮するロンドン交響楽団の演奏が知られている。